# Vystěhovalci (tetralogie)
Vystěhovalci je český souborný název pro románovou tetralogii Romanen om Utvandrarna (Romány o vystěhovalcích) švédského spisovatele Vilhelma Moberga, která vypráví o osudech švédských sedláků, kteří se v polovině 19. století vystěhovali do Minnesoty. Tetralogie vznikala v letech 1949–1959 a souborně byla vydána roku 1962. Její jednotlivé díly se jmenují:
- Utvandrarna (1949, Vystěhovalci),
- Invandrarna (1952, Přistěhovalci),
- Nybyggarna (1956, Usedlíci),
- Sista brevet till Sverige (1959, Poslední dopis do Švédska).[1]

Jedná se o nejznámější Mobergovo dílo. Autor je napsal na základě důkladného studia historických dokumentů a rozvíji v něm paralelu k biblickému exodu židovského národa a k jeho cestě do země zaslíbené. Pro větší autentičnost používá ve vyprávění smålandský dialekt

## Obsah jednotlivých dílů

### Vystěhovalci

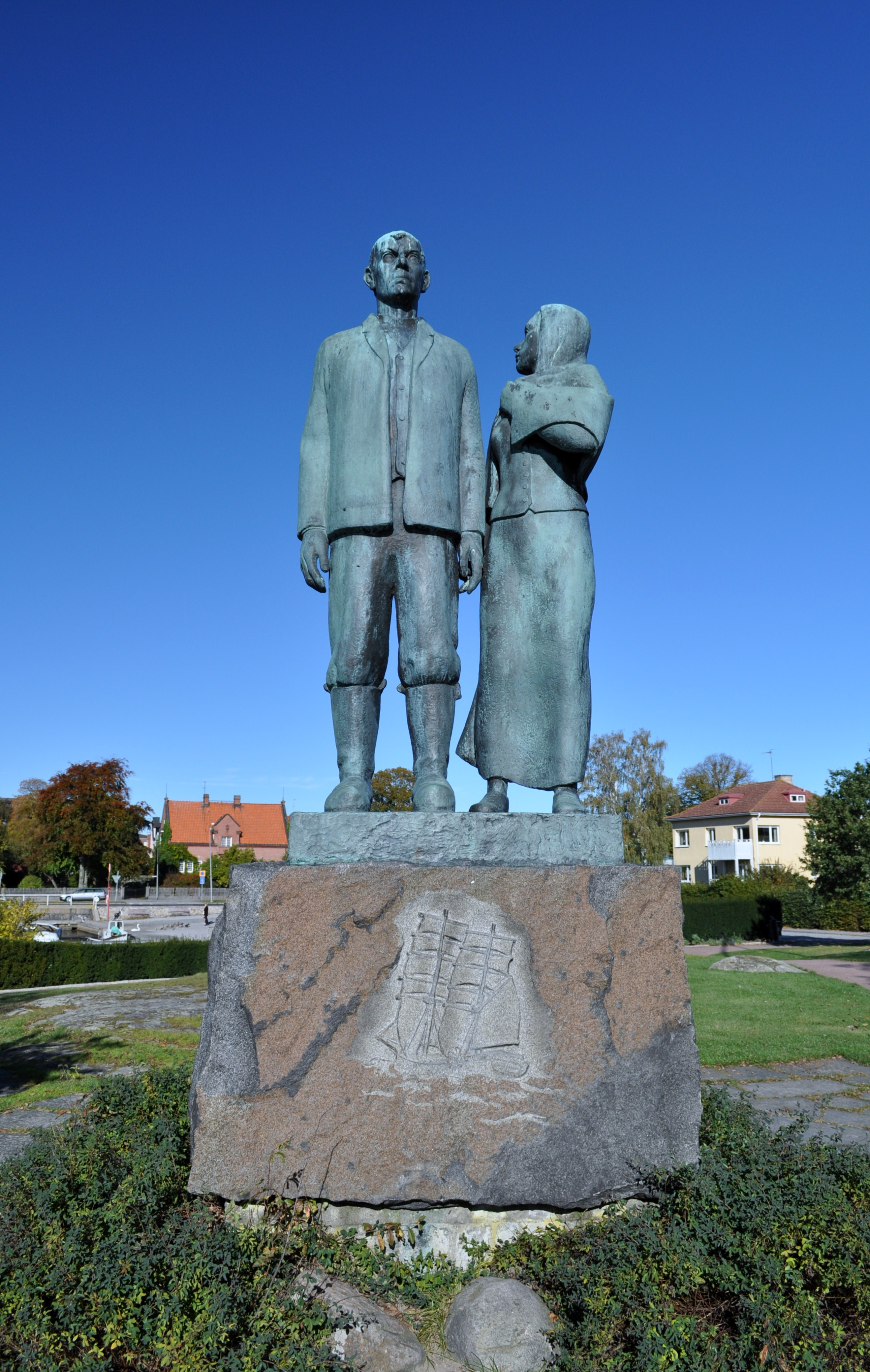
Sousoší Vystěhovalci v Karlshamnu od Axela Olssona

V prvním dílu se autor zaměřil na popis důvodů, které vedly švédské sedláky v polovině 19. století k emigraci do USA. Byla to bída, katastrofální neúroda a hrozící hladomor, útisk, náboženská nesnášenlivost a beznaděj ze zoufalého boje o přežití. Hlavními hrdiny románu je sedlák Karl Oskar Nilsson a jeho žena Kristina. Mají čtyři děti a dřou na své farmě ve Smålandu. Zatímco Karl Oskar a jeho bratr Robert chtějí emigrovat, Kristina nechce opustit svou rodnou zemi a zbytek své rodiny. Ale po smrti svého nejstaršího dítěte se i ona přidá k těm odvážlivcům, kteří se odhodlají ve snaze uživit své rodiny k cestě přes oceán do Nového světa, o kterém do té doby vlastně nic nevěděli.
Kromě Karla Oskara, Roberta a Kristiny se rozhodnou do Ameriky odcestovat také Danjel Andreasson s rodinou kvůli náboženskému útlaku, Jonas Petter Albrektsson, který se snaží uniknout z nešťastného manželství v době, kdy nebyl možný rozvod, Ulrika z Västergöhlu, která se jako bývalá prostitutka snaží oprostit od své minulosti a se svou dcerou Elin začít nový život, a Robertův přítel Arvid, který společně s Robertem s ní o rychlém zbohatnutí.
V Karlshamnu se všichni nalodí na plachetnici. Při plavbě přes Atlantik, která trvá deset týdnů, bojují s mořskou nemocí a s kurdějemi. Nakonec přistanou v červnu roku 1850 v New Yorku.

### Přistěhovalci
V druhém díle tetralogie autor líčí, jak se po přistání v New Yorku musí vyčerpaní, hladoví í nemocní přistěhovalci vydat opět na dlouhou cestu prakticky přes celé Spojené státy, než se konečně dostanou ke svému cíli v Minnesotě. Usadí se u jezera Ki-Chi-Saga (Chisago) a začnou si stavět svůj nový domov. Robert s Arvidem však chtějí rychle zbohatnout a vydají se do Kalifornie hledat zlato.

### Usedlíci
Třetí díl tetralogie popisuje snahu přistěhovalců o zajištění své nové existence. Jde o vytrvalou a těžkou práci, a ne všichni uspějí. Vzniká však osada se školou a církví. Roberta s Arvidem na jejich cestě za zlatem pronásledují samá neštěstí. Ztratí se v poušti, kde Arvid zemře žízní. Robert, který se sice zachrání, se nakonec vrátí do Minnesoty, ale zde zemře na horečku, kterou se nakazil na své cestě.

### Poslední dopis do Švédska
V závěrečním dílu tetralogie se uzavírají osudy hlavních hrdinů. Vypuká americká občanská válka a dochází k bojům s původním indiánským obyvatelstvem. Roku 1862 umírá Kristina a Karl Oskar se stahuje do ústraní. Jeho děti vyrostly a založily si své vlastní rodiny, Jeho farmu převzal jeho nejstarší syn. Objevují se noví přistěhovalci.
Když Karl Oskar zemře, musí dopis do Švédska jeho příbuzným o této události napsat jeho starý soused, protože nová generace již švédsky neumí a jejich rodnou řečí je angličtina. Dopis je tedy opravdu poslední, protože švédsky se kromě pisatele tohoto dopisu již nikdo nedomluví.

## Adaptace

### Film
- Utvandrarna (1971), švédský film podle románů Vystěhovalci a Přistěhovalci, režie Jan Troell, v hlavních rolích Max von Sydow a Liv Ullmannová.
- Nybyggarna (1972), švédský film podle románů Usedlíci a Poslední dopis do Švédska, režie Jan Troell, v hlavních rolích Max von Sydow a Liv Ullmannová, česky uvedeno jako Nová země.

## Česká vydání
- Vystěhovalci I., Svoboda, Praha 1976, přeložil Radko Kejzlar, obsahuje romány Vystěhovalci a Přistěhovalci.
- Vystěhovalci II., Svoboda, Praha 1976, přeložil Radko Kejzlar, obsahuje romány Usedlíci a Poslední dopis do Švédska.
- Vystěhovalci, Knižní klub, Praha 1994, přeložil Radko Kejzlar, první díl tetralogie.
- Přistěhovalci, Knižní klub, Praha 1994, přeložil Radko Kejzlar, druhý díl tetralogie.
- Usedlíci, Knižní klub, Praha 1994, přeložil Radko Kejzlar, třetí díl tetralogie.
- Poslední dopis do Švédska, Knižní klub, Praha 1994, přeložil Radko Kejzlar, čtvrtý díl tetralogie.

### Hudba
- Benny Andersson a Björn Ulvaeus: Kristina från Duvemåla (1995, Kristina z Duvemåly), muzikál.[2]